# پامپیک
پامپیک یک سرویس نظارت بر تلفن همراه والدین است که در سال ۲۰۱۲ راه اندازی شد. این شرکت نرم‌افزار نظارت بر تلفن همراه و رایانه لوحی سازگار با سیستم عامل‌های iOS و اندروید را توسعه داده و پشتیبانی می‌کند. برنامه Pumpic در ابتدا برای والدین یا سرپرستان برای نظارت و کنترل فعالیتها در دستگاه‌های فرزندان خود ایجاد شد. این برنامه منابع پشتیبانی مشتری زیادی دارد و هشدارها و محدودیت‌های مختلفی را که والدین می‌توانند روی دستگاه فرزند خود تنظیم کنند، دارد. پس از نصب برنامه بر روی دستگاه مورد نظر، ویژگی‌های نظارت و کنترل از طریق رایانه شخصی، تلفن هوشمند یا رایانه لوحی در دسترس است.

## امکانات
برنامه Pumpic دارای بیش از ۲۰ ویژگی است. این برنامه به والدین اجازه می‌دهد تا پیام‌های متنی، سابقه تماس، مخاطبین، ایمیل‌ها و برنامه‌های پیام رسانی محبوب از جمله Kik، واتس اپ و اسنپ چت را کنترل کنند. در اینجا لیستی از همه ویژگی‌ها وجود دارد.
| ویژگی                    | اندروید ۲٫۲–۱۱ | iOS (iCloud) 6.0 - 14.2 |
| سابقه تماس‌ها             | +              | +                       |
| مسدود کردن دستگاه        | +              | -                       |
| مسدود کردن تماس‌ها        | +              | -                       |
| مسدود کردن پیامک         | +              | -                       |
| محدود کردن پیامک         | +              | -                       |
| سابقه موقعیت مکانی       | +              | +                       |
| نرده‌های جغرافیایی        | +              | -                       |
| مخاطب                    | +              | +                       |
| تقویم                    | +              | +                       |
| یادداشت                  | -              | +                       |
| مرور سابقه               | +              | +                       |
| مسدود کردن وب سایت‌ها     | +              | -                       |
| نشانک‌ها                  | +              | +                       |
| عکس‌ها                    | +              | +                       |
| ایمیل‌ها                  | +              | +                       |
| مدیریت برنامه‌های کاربردی | +              | -                       |
| فیلم‌های                  | +              | -                       |
| واتس اپ                  | +              | +                       |
| اسکایپ                   | +              | +                       |
| وایبر                    | +              | -                       |
| کیک                      | +              | +                       |
| اینستاگرام               | +              | -                       |
| اسنپ چت                  | +              | -                       |
| فیس بوک                  | +              | -                       |
| Keylogger                | +              | -                       |
| ------------------------ | -------------- | ----------------------- |

## بررسی‌ها
- مشاوره برنامه
- خبرگزاری هافینگتون
- ده نقد برتر
- بچه‌های اندروید
- هکر iOS